# Biskupice Zabaryczne
Biskupice Zabaryczne – wieś w Polsce położona w województwie wielkopolskim, w powiecie ostrzeszowskim, w gminie Mikstat.

## Historia
Miejscowość historycznie należy do ziemi wieluńskiej. Pierwotnie związana była z Wielkopolską. Ma metrykę średniowieczną i istnieje co najmniej od XIV wieku. Wymieniona pierwszy raz w dokumencie zapisanym po łacinie w 1342 pod nazwami „Byskupicze, Byskupice quod Kothlovo dicitur”, a później także „Byskupycze Zabaryczne”. Miejscowość była jednak zasiedlona znacznie wcześniej. Archeolodzy odnaleźli bowiem na jej terenie grodzisko stożkowate .
Miejscowość została odnotowana w historycznych dokumentach własnościowych, prawnych i podatkowych. W 1342 Andrzej Dobiesławic sprzedał za 6 grzywien sołectwo w Biskupicach na prawie średzkim, a także trzy łany z ogrodami, jatką, karczmą i trzecim denarem, Beniszowi i jego bratu Adamowi. Osadnicy byli zobowiązani dawać po donicy miodu. W 1357 wieś leżała w ziemi kaliskiej (łac. terra Kalisensis). W 1420 w dystrykcie ostrzeszowskim, parafii Kotłów. W 1441 miejscowość liczyła 17 łanów. W latach 1342, 1357, 1441 wieś wymieniona jako należąca do arcybiskupstwa gnieźnieńskiego. W 1420 arcybiskup zamienił wieś na Ostrów koło Godziszowa w powiecie kaliskim zatrzymując jednak dla siebie we wsi dziesięciny płacone w wysokości po 12 gr od łanu z wyjątkiem 2 łanów kmiecych, z których płacono dziesięcinę dla plebana w Kotłowie .
W początku XVI wieku wymienia ją Liber beneficiorum archidiecezji gnieźnieńskiej spisany przez Jana Łaskiego. W 1511 wyznaczono granice wsi z Ołobokiem, Strzyżeniem, Kotłowem oraz Kaliszkowicami. Miejscowość liczyła wówczas 16 łanów w tym jeden łan opustoszały, dwa łany sołtysie. Dawniej były 3 łany sołtysie, a od działalności karczmy płacono 1,5 grzywny. W czasie spisywania dokumentu karczma była opuszczona, a łan opustoszały z łąką sprzedano kmieciom za 44 groszy. Od kmieci pobierano czynsz po trzy wiardunki oraz 6 groszy .
W końcu XVI wieku Biskupice (Biskupice Zabaryczne) leżały w powiecie ostrzeszowskim województwa sieradzkiego w Rzeczypospolitej Obojga Narodów. W latach 1975–1998 miejscowość administracyjnie należała do województwa kaliskiego.

## Urodzeni w Biskupicach Zabarycznych
- Andrzej Wronka – polski duchowny rzymskokatolicki, doktor filozofii, rektor Papieskiego Kolegium Polskiego w Rzymie w latach 1938–1945[6].